# Herb gminy Nowa Ruda
Herb gminy Nowa Ruda – jeden z symboli gminy Nowa Ruda.

## Wygląd i symbolika
Herb przedstawia na tarczy w polu czerwonym (symbolizującym czerwonoziemy) złoty ścięty pień (nawiązanie do niemieckiej nazwy miasta Neurode – roden to w języku polskim karczować), otoczony szesnastoma złotymi liśćmi, tak jak gmina składa się z 16 wsi. 